# كريستين ستارك
كريستين ستارك (8 مايو 1970 في كندا - ) هي لاعبة كرة طائرة كندا. شاركت في الألعاب الأولمبية الصيفية 1996.

## وصلات خارجية
- كريستين ستارك على موقع أوليمبيديا (الإنجليزية)